# 알말리키야

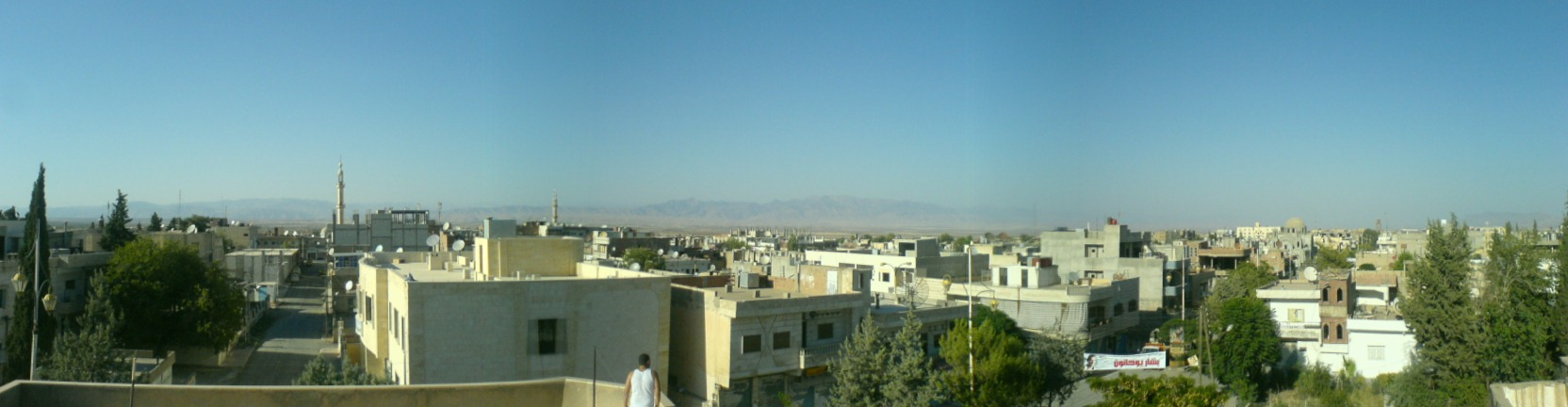

알말리키야(아랍어: ٱلْمَالِكِيَّة, 로마자 표기: al-Mālikīyah; 쿠르드어: دَرکا حڕمکچ, 로마자 표기: Dêrika Hemko; 시리아어: רוריריםר)는 데릭(Derik)으로도 알려져 있는 시리아의 작은 도시이자 알하사카주에 속한 행정 구역의 중심이다. 이 지역은 국가의 북동쪽 모퉁이를 구성하며 시리아 민주 의회가 소집되는 곳이다. 이 마을은 시리아, 터키, 이라크의 삼중 국경을 정의하는 티그리스강에서 서쪽으로 약 20km 떨어져 있다. 시리아 중앙통계국(CBS)에 따르면, 2004년 인구 조사에서 알말리키야의 인구는 약 26,311명이었다. 이곳은 108개 지역, 총 인구 125,000명으로 구성된 나히야("소구역")의 행정 중심지이다. 인구는 알하사카주 대부분의 특징인 인구통계학적, 인종적 다양성을 누리고 있다. 이 마을에는 쿠르드족, 아시리아인, 아랍인, 아르메니아인이 거주하고 있다.

## 같이 보기
- 시리아 내전